# Tel Burga
Tel Burga (hebrejsky: תל בורגה, arabsky: Tal al-Burejdž) je pahorek a sídelní tel o nadmořské výšce 33 metrů v severním Izraeli.
Leží cca 32 kilometrů jižně od centra Haify, cca 1 kilometr od východního okraje města Binjamina, v údolí Bik'at ha-Nadiv. Má podobu izolovaného pahorku, který má sídelní tradici. Na jeho jižním úpatí byl nalezen starý milník římského původu. Severně od pahorku prochází vádí Nachal Taninim. Přímo přes pahorek vede místní komunikace spojující město Binjamina s vesnicí Avi'el.
V květnu-červnu 2004 zde probíhal záchranný archeologický výzkum, vyvolaný chystanou výstavbou stožárů elektrického vedení. Lokalita je lemována terénními pozůstatky původního opevnění, které obepíná prostor o rozloze cca 250 dunamů (25 hektarů). Byly tu objeveny stavební pozůstatky ze střední doby bronzové (20.–18. století před naším letopočtem) a také zbytky hrobů nebo keramiky.
Jihozápadně odtud leží podobný pahorek Tel Duda'im.